# ويليام والتر ويلكينز
ويليام والتر ويلكينز (بالإنجليزية: William Walter Wilkins)‏ هو قاضي ومحامي أمريكي، ولد في 29 مارس 1942 في أندرسون في الولايات المتحدة.

## وصلات خارجية
- ويليام والتر ويلكينز على موقع إن إن دي بي (الإنجليزية)